# 伊萬·庫雷克
伊萬·德米特羅維奇·庫雷克（羅馬化：Ivan Dmytrovych Kulyk；1919年—1951年11月30日或12月1日），呼號“西雷”，曾為蘇聯紅軍军官，直至死前擔任乌克兰民族主义者组织科洛梅亞地区领导人。1951年，克格勃試圖逮捕他，伊萬·庫雷克因為不願意投降而自殺。